# Szymki (gmina)
Szymki – dawna gmina wiejska istniejąca w latach 1973–1976 w województwie białostockim. Siedzibą gminy były Szymki.
Gmina została utworzona 1 stycznia 1973 w powiecie białostockim w woj. białostockim. W skład gminy weszły 24 sołectwa: Bachury, Bagniuki, Bołtryki, Bondary, Budy, Brzezina, Cisówka, Dublany, Garbary, Gonczary, Jałówka, Kituryki, Kondratki, Leonowicze, Mostowlany-Kolonia, Nowosady, Romanowo, Rudnia, Rybaki, Stara Łuplanka, Szymki, Tanica Dolna, Tanica Górna i Zaleszany.
Specyfiką gminy była jej kresowość; cały jej obszar przynależał przed wojną do powiatu wołkowyskiego bądź  powiatu grodzieńskiego:
- do gminy Jałówka w powiecie wołkowyskim – 14 sołectw (58%) – Bachury, Brzezina, Budy, Cisówka, Gonczary, Jałówka, Kituryki, Kondratki, Leonowicze, Nowosady, Romanowo, Stara Łuplanka, Szymki i Zaleszany,
- do gminy Tarnopol w powiecie wołkowyskim – 8 sołectw (34%) – Bagniuki, Bołtryki, Bondary, Garbary, Rudnia, Rybaki, Tanica Dolna i Tanica Górna,
- do gminy Hołynka w powiecie grodzieńskim  – 2 sołectwa (8%) – Dublany i Mostowlany-Kolonia;
- ponadto w granicach gminy Szymki znalazł jedyny skrawek przedwojennej gminy Świsłocz w powiecie wołkowyskim, który po wojnie przypadł Polsce – osada Rękaw.

Natomiast w porównaniu ze stanem z roku 1954 (tuż przed zniesieniem gmin):
- 4 sołectwa (17%) należały do gminy Gródek w powiecie białostockim (Dublany, Gonczary, Kituryki i Mostowlany-Kolonia),
- 20 sołectw (83%) należało do gminy Michałowo w powiecie białostockim (pozostałe sołectwa),

1 czerwca 1975 gmina weszła w skład nowo utworzonego mniejszego województwa białostockiego.
1 lipca 1976 gmina została zniesiona przez połączenie z dotychczasową gminą Michałowo w nową gminę Michałowo.